# Fouquières-lès-Lens
Fouquières-lès-Lens település Franciaországban, Pas-de-Calais megyében. Lakosainak száma 6134 fő (2022. január 1.). Fouquières-lès-Lens Harnes, Méricourt, Montigny-en-Gohelle, Noyelles-sous-Lens, Sallaumines, Billy-Montigny és Courrières községekkel határos.

## Népesség
A település népességének változása:
| Lakosok száma | 6488 | 6409 | 6390 | 6362 | 6399 | 6434 | 6333 | 6233 | 6134 |
|               | 2013 | 2015 | 2016 | 2017 | 2018 | 2019 | 2020 | 2021 | 2022 |